# Guide Star Catalog II
El Guide Star Catalog II (Catálogo estelar guía II) fue compilado por el departamento de catálogos y estudios del Space Telescope Science Institute de Baltimore, Maryland, EE. UU. Tiene 998.402.801 entradas de coordenadas, la mayoría objetos astronómicos individuales, así como las posiciones, clasificaciones y magnitudes de 455.851.237 objetos.
El segundo catálogo es mucho mayor que el Guide Star Catalog original, que "sólo" contenía 20.000.000 objetos.

## Futuro
La versión III duplicará el tamaño de la II, incluyendo todas las estrellas hasta la magnitud 20.